# Ludwig Frank
Ludwig Frank (né le 23 mai 1874 à Nonnenweier - mort le 3 septembre 1914 à Baccarat) est un avocat et un homme politique allemand.

## Biographie
[réf. nécessaire]Frank joue un rôle décisif dans les rencontres interparlementaires de Berne et de Bâle qui ont été l'une des dernières tentatives pacifistes d'éviter la Première Guerre mondiale. Il était député SPD de Mannheim depuis 1912.